# Acanthodelta renata
Acanthodelta renata là một loài bướm đêm trong họ Noctuidae.